# Clupeosoma glaucinalis
Clupeosoma glaucinalis là một loài bướm đêm trong họ Crambidae.